# Скрипченко, Александр Вячеславович
Алекса́ндр Вячеславович Скрипченко (рум. Alexandru Scripcenko; 13 января 1991, Тирасполь — 3 марта 2023, Тирасполь) — молдавский футболист, защитник.

## Биография
В составе «Шерифа» дебютировал на Кубке чемпионов Содружества 2009, на турнире он сыграл в 1 матче (отыграл все 90 минут и получил жёлтую карточку). В сезоне 2009/10 провёл 5 матчей чемпионата Молдавии и 1 игру сыграл в Кубке Молдавии. В следующем сезоне 2010/11 сыграл 10 матчей в чемпионате и 1 игру в Кубке. Также в этом сезоне провёл 1 матч в Лиге чемпионов.
В конце августа 2011 года перешёл на правах аренды в клуб «Искра-Сталь». В составе команды дебютировал в матче против «Дачии». Сезон 2012/13 Александр провёл в клубе «Тирасполь». 7 марта 2013 года было объявлено о его возвращении в «Шериф». В феврале 2014 года контракт с клубом был расторгнут по обоюдному согласию сторон. В конце февраля 2014 года заключил контракт с клубом «Костулены».
Скончался 3 марта 2023 года.

## Достижения
- Чемпион Молдавии (2): 2009/10, 2012/13
- Обладатель Кубка Молдавии (1): 2009/10